# Nevezetes exobolygórendszerek listája
- Kék: Radiálissebesség-módszer
- Zöld: Fedési módszer
- Lila: Timing-módszer
- Vörös: Közvetlen képalkotás
- Narancssárga: Gravitációs mikrolencse-módszer
- Sárga: Asztrometria

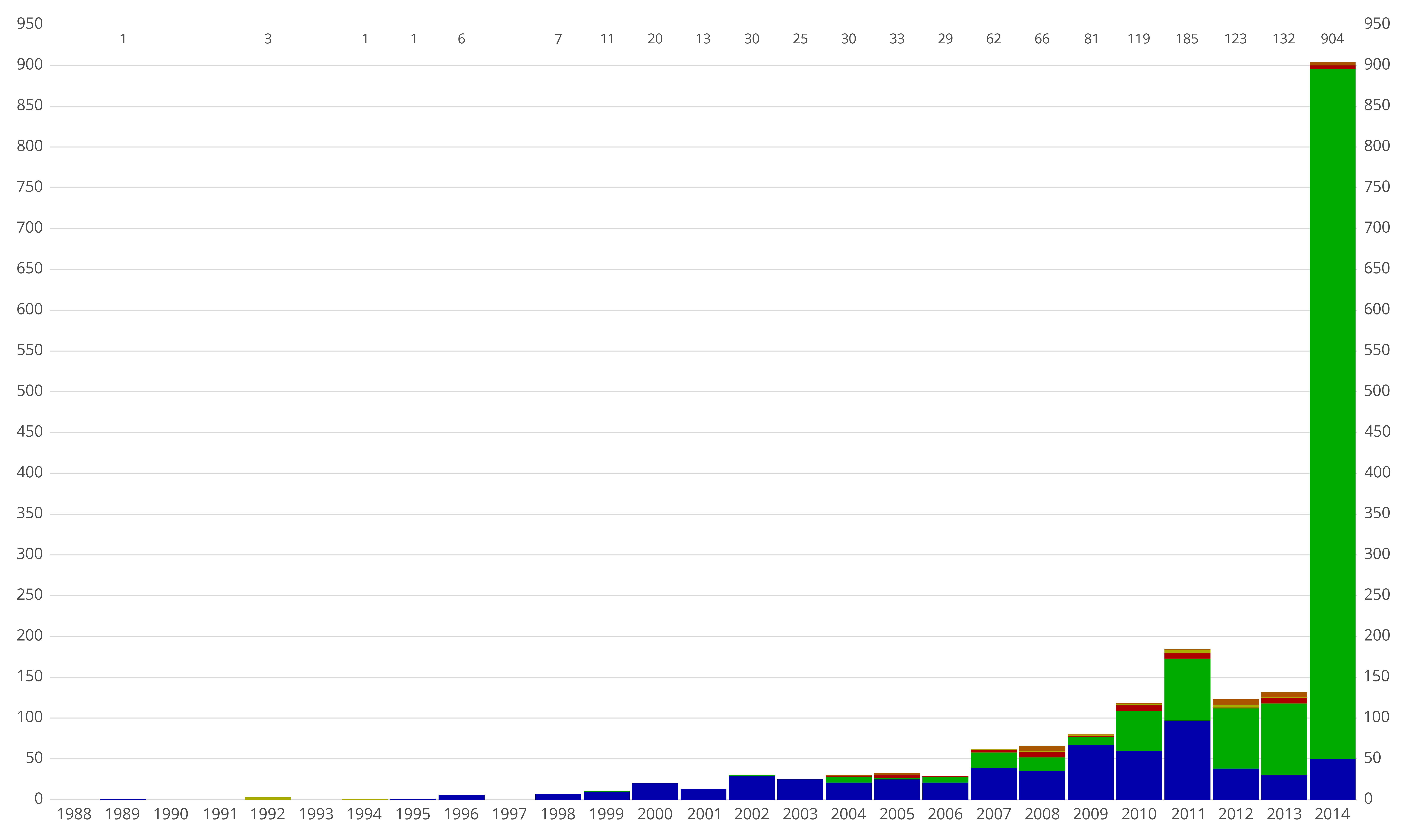
Az évente felfedezett exobolygórendszerek számának alakulása.- Kék: Radiálissebesség-módszer
- Zöld: Fedési módszer
- Lila: Timing-módszer
- Vörös: Közvetlen képalkotás
- Narancssárga: Gravitációs mikrolencse-módszer
- Sárga: Asztrometria

Az exobolygók más csillagok (nem a Nap) körül keringő bolygók, melyek kutatása a csillagászat egyik legfontosabb területe napjainkban. 2009 elején mintegy 334 exobolygót ismertünk (ebből 11 magyar felfedezésű), 2007-ben és 2008-ban több mint 60 új felfedezés történt, így a lista szükségképpen nem teljes.

## 2000 előtt felfedezettek

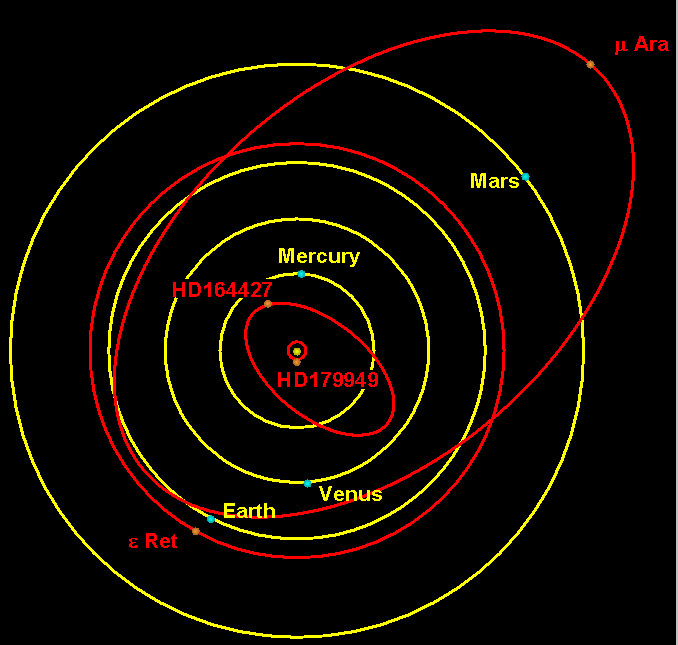
Néhány ismert pályájú exobolygórendszer (a HD 179949 b, a HD 164427 b, az ε Reticuli b és a μ Arae b) (piros) és a Naprendszer (sárga) méretarányos összehasonlítása

PSR B1257+12 (1992)
Az első felfedezett exobolygórendszer. Az 1990-ben felfedezett pulzár rádiójeleinek szabálytalanságai árulták el két bolygójának meglétét, a felfedezést 1992-ben publikálták. (lásd még: PSR B1257+12 B)
51 Pegasi b (1995)
Az első csillag körül felfedezett exobolygó. A fősorozati csillag körül a Merkúr pályájánál is közelebb kering forró jupiter típusú bolygója.
HD 209458 b (1999.)
Az első fedési exobolygó, bár eredetileg a radiális sebesség-módszerrel találták meg. A fedések felfedezése erősítette meg, hogy a radiális sebesség változásáért bolygók felelősek (a fedési módszerrel meg lehet határozni a bolygó átmérőjét, így a tömegéből átlagos sűrűségét is.) A csillagához közel lévő, mindössze 3,5 nap keringési periódusú forró Jupiter a csillag erős sugárzásának hatására folyamatosan veszíti el légkörét, hidrogénburok veszi körül, emellett többek között nátriumot, elemi szenet és oxigént is kimutattak a bolygó környezetében.
υ Andromedae (1999)
Az elsőnek felfedezett többszörös exobolygórendszer. Az első bolygót (υ And b) még 1996-ban, a másodikat (υ And c) és a harmadikat (υ And d) 1999-ben találták. Tömegük rendre 0,687, 1,97 és 6,83 Jupiter-tömeg, pályájuk sugara 0,0595, 0,83 és 2,54 csillagászati egység.

## 2000-2005 között felfedezettek

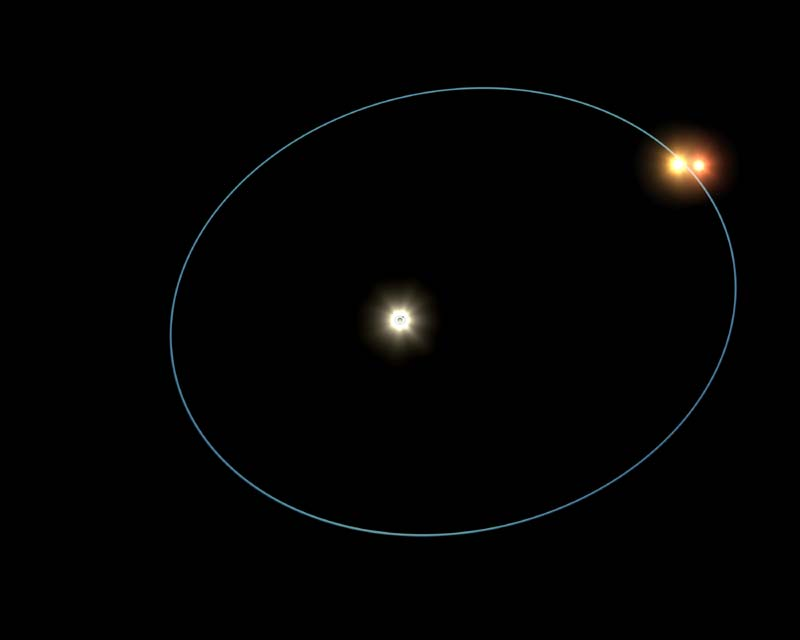
A HD 188753 hármas rendszer művészi ábrázolása, a feltételezett bolygó, hasonlóan a rendszer két kisebb csillagához, a központi csillag körül kering (nincs ábrázolva)

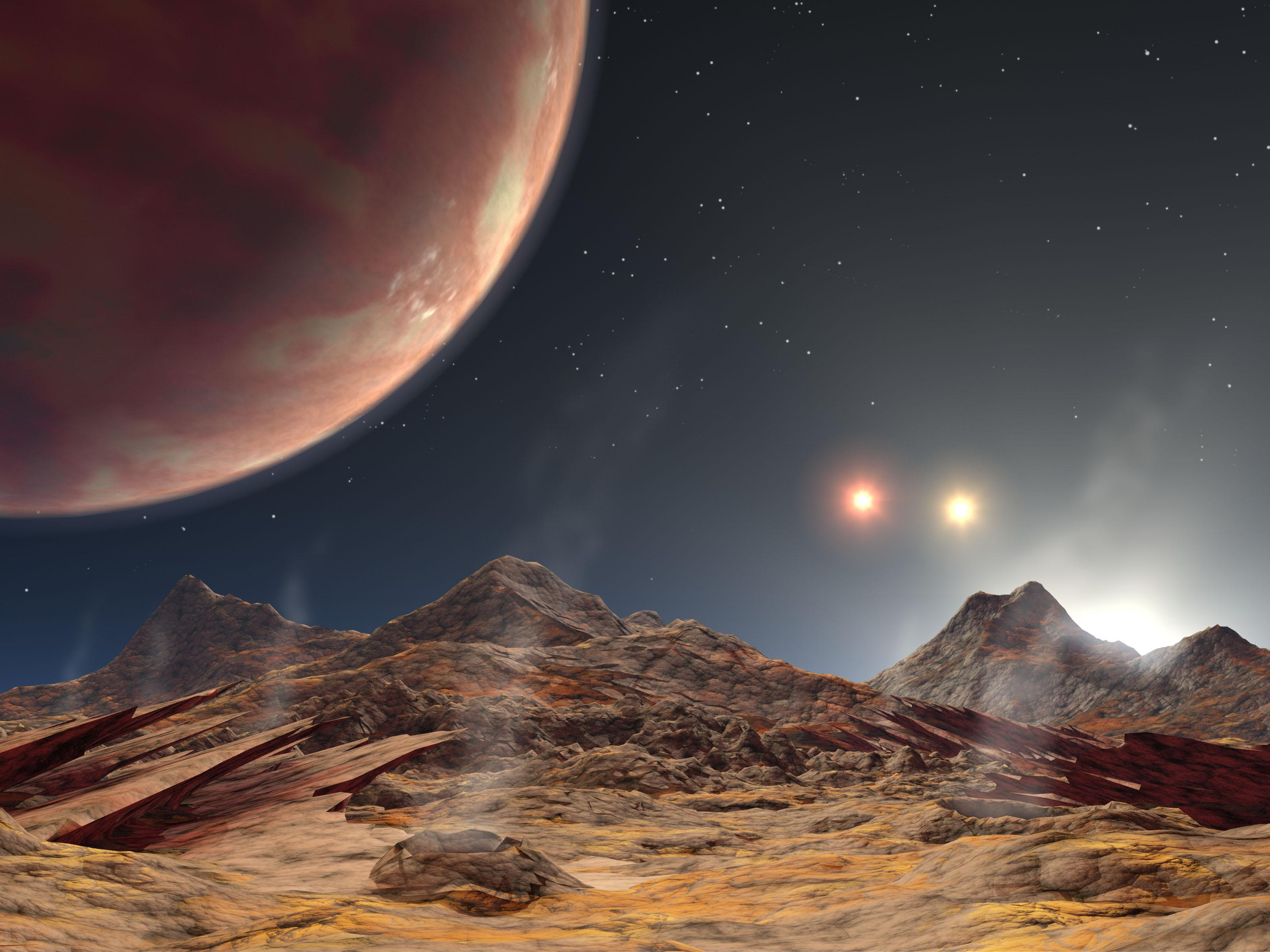
Tripla napkelte a HD 188753 Ab bolygó („Tatooine”) egy feltételezett holdján

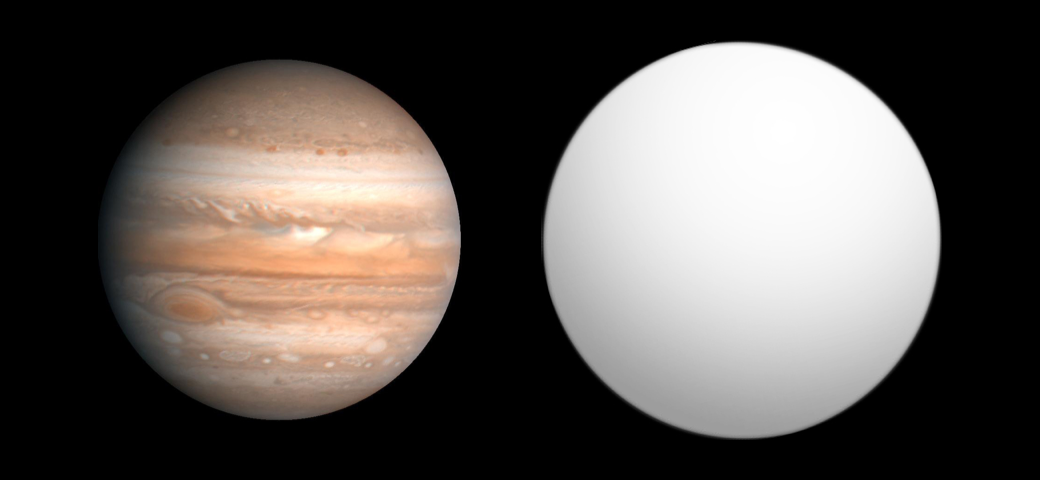
A Jupiter és a TrES–1b bolygó léptékhelyes összehasonlítása (fantáziarajz)

HD 209458 b (2001)
A Hubble űrtávcső segítségével 2007-ben sikerült színképet készíteni a fedési exobolygóról, ebben kimutatták a nátrium jelenlétét.
HD 28185 b (2001)
Az első exobolygó, mely anyacsillaga lakhatósági zónáján belül van, azaz a bolygó olyan távolságban van csillagától, hogy felszínén a víz folyékony állapotú lehet. Bár a bolygó gázóriás, azaz nincsen szilárd felszíne, holdjain kialakulhatott az élet.
ι Draconis b (2001)
Az első, óriáscsillag körül felfedezett bolygó. Korábban azt feltételezték, hogy az óriáscsillagok pulzációi elpusztítják a körülöttük keringő bolygókat, így ilyen helyeken ezek felfedezése nem várható. A bolygó maga nagy tömegű, és meglehetősen excentrikus pályán kering, melynek átlagos sugara 1,27 CsE.
HD 80606 b (2001)
A bolygót 2001-ben a svájci obszervatórium bolygóvadász-csapata Dominique Naef vezetésével találta meg, a Doppler-sebességmérés módszerével. A bolygó keringési ideje 111 nap, melynek nagy részét napjától távol tölti, a naphoz közel mindössze 1 nap alatt halad el. Forgási ideje 34 óra. Naprendszertől való távolságuk 190 fényév.
Erősen excentrikus pályája során 0,85 CsE és 0,03 CsE közötti távolságban kering csillaga körül. Pályája és légköre következménye, hogy a napjához közeledve a hőmérséklete 800-ról 1500 kelvinre emelkedik, mindössze 6 óra alatt. Ezt a Spitzer-űrtávcsővel határozták meg 2007-ben.
A rendszer érdekessége a gyors hőmérséklet-emelkedés, amit a bolygó légköre közvetít, erős vihart keltve. Ez az első exobolygó, melyen ilyen meteorológiai jelenség megfigyelhető és mérhető.
PSR B1620-26 c (2003)
A Messier 4 gömbhalmazban lévő pulzár körül kering a bolygó, a rendszer tagja emellett egy fehér törpe is. A legöregebb ismert bolygó, korát 13 milliárd (földi) évre teszik.
HD 70642 b (2003)
Csillagától 3,3 CsE távolságra keringő, 2 Jupiter-tömegű bolygó, holdjainak felszíne alatt az Európáéhoz hasonló, felszín alatti óceánok jöhettek létre, ahol kialakulhatott az élet.
μ Arae d (2004)
Az egyik legkisebb tömegű bolygó, valamint az egyetlen földszerű, amely fősorozati csillag körül kering. (14 földtömeg)
TrES–1 b (2004)
A Trans-Atlantic Exoplanet Survey (Transzatlanti Exobolygó-felmérés), egy kis távcsövekből álló hálózat első (fedési) exobolygója. Felfedezésének idején ez volt a legkisebb, mintegy 10 cm-es átmérőjű távcsővel felfedezett exobolygó.
2M1207 b (2004)
Az első, barna törpe körül keringő exobolygó, az első, melyet sikerült közvetlenül is megörökíteni infravörös tartományban, az ESO 8,2 méteres VLT (Yepun) távcsövével. 2006-ban a barna törpe körül porkorongot is találtak, amely valószínűsíti, hogy a bolygó a hagyományos bolygókeletkezési modelleknek megfelelően alakult ki. (Azaz nem például kettőscsillagról van szó.)
Gliese 876 d (2005)
A Gliese 876 vörös törpe bolygója az egyik legkisebb tömegű (7,5 földtömeg) bolygó, pályájának sugara 0,021 CsE, amit 1,94 nap alatt jár körbe.
HD 149026 b (2005)
A bolygó szilárd magja az eddig felfedezett legnagyobb tömegű (70 földtömeg), a bolygó teljes tömegének kétharmada.
HD 188753 Ab (2005)
Viszonylag tág kettőscsillag egyik tagja körül keringő bolygó, megléte részben ellentmond a hagyományos bolygókeletkezési elméleteknek, mert kettős rendszerek egyik tagja körül nehezebben alakulhat ki protoplanetáris korong a másik tag zavaró gravitációja miatt. Később a felfedezést cáfolták, a bolygó megléte ma nem teljesen bizonyos. Nem hivatalos neve a többes rendszer miatt „Tatooine”.

## 2006-ban felfedezettek

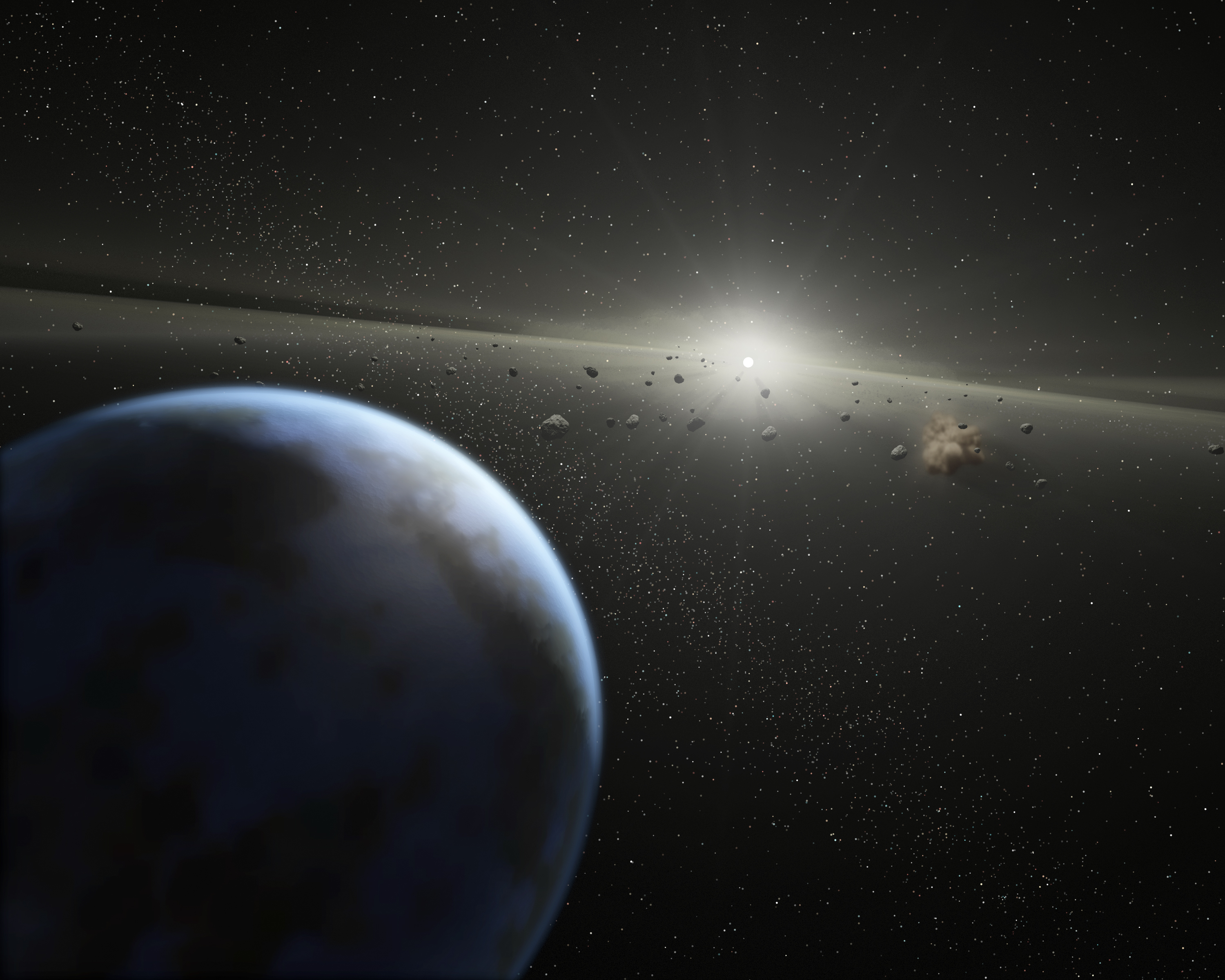
Fantáziakép a HD 69830 jelű csillag bolygójáról

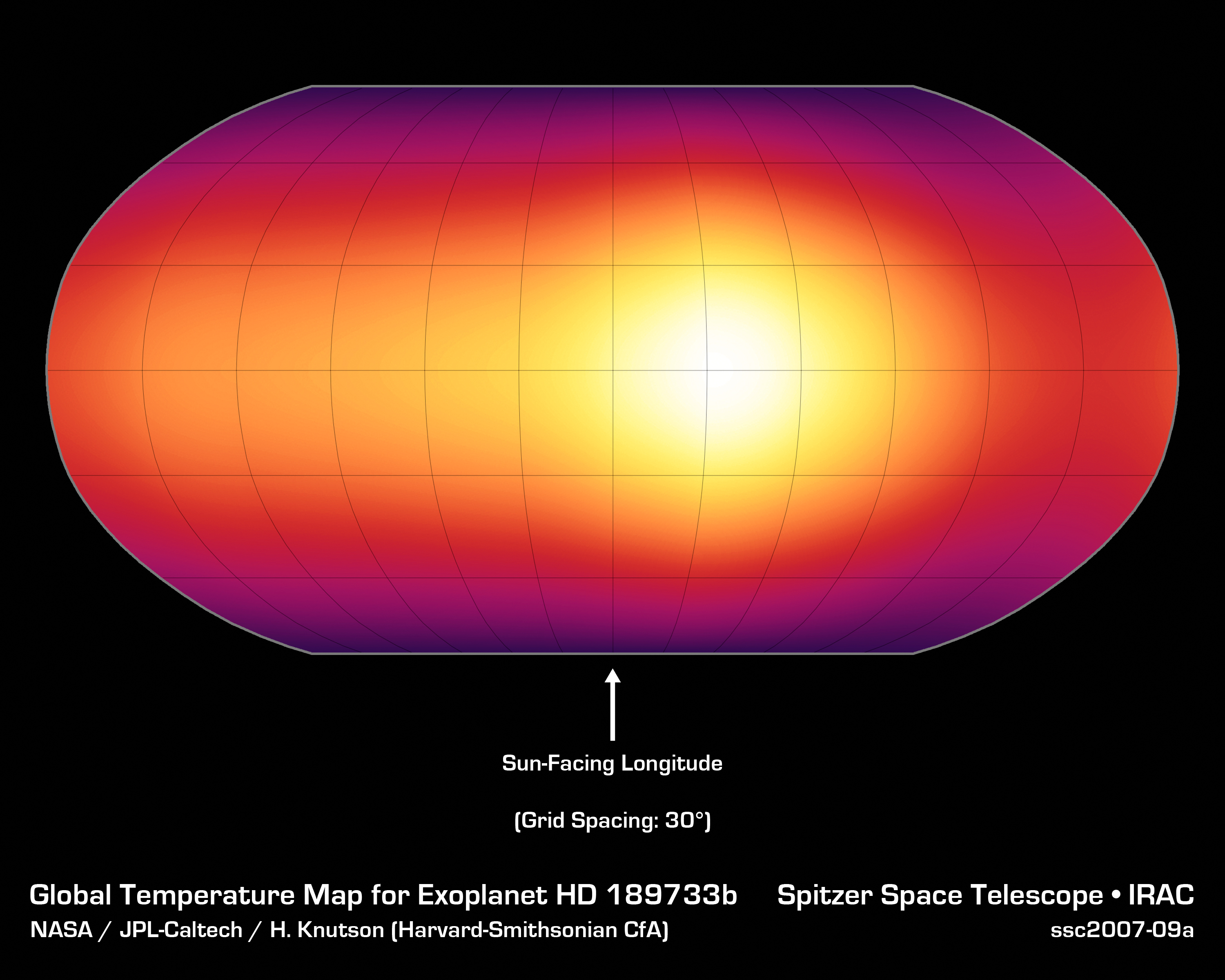
A HD 189733 b bolygó feltételezett hőmérséklet-térképe

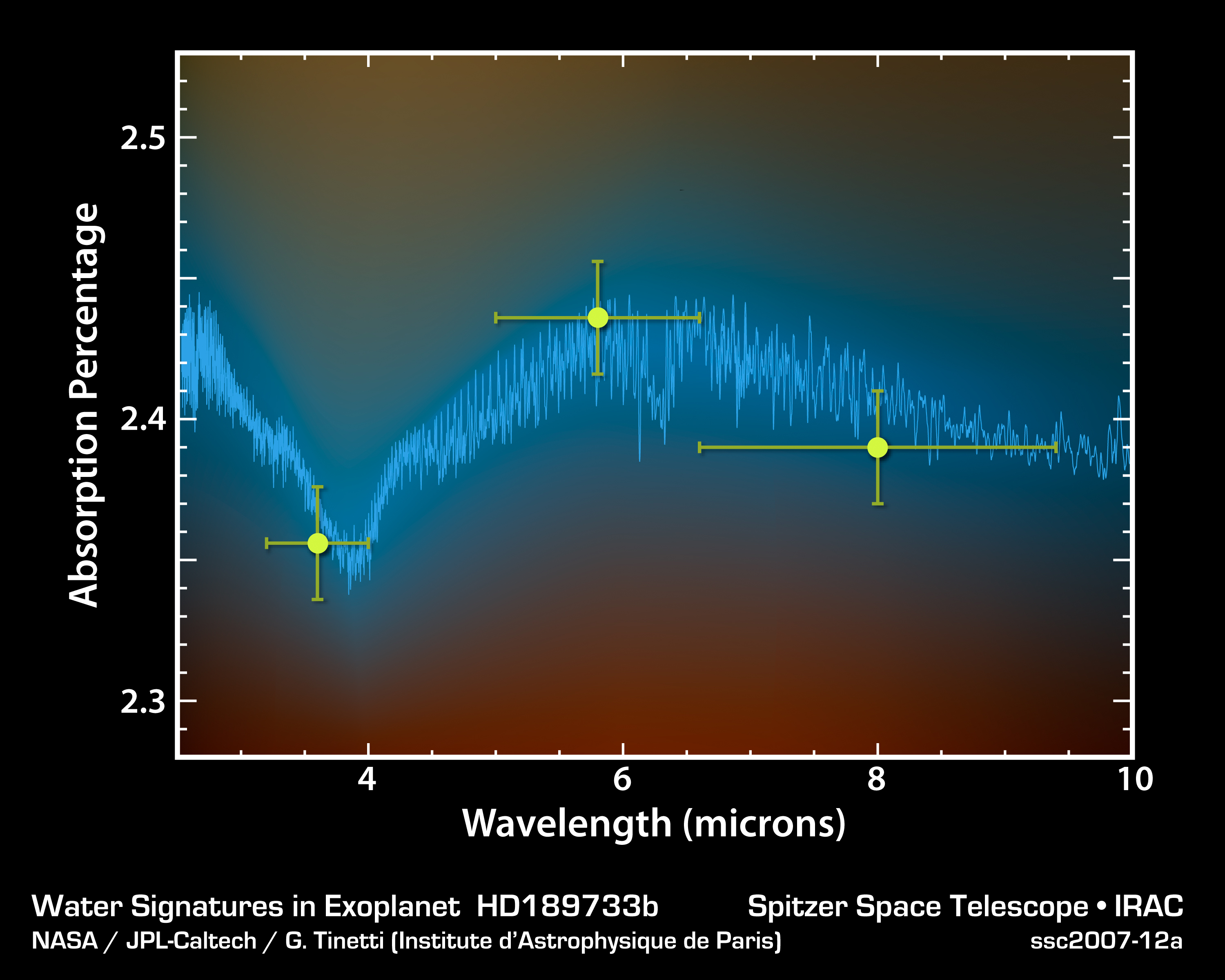
A HD 189733 b bolygó feltételezett színképe, a három sárga pont jelöli a tényleges méréseket, a hozzájuk tartozó bizonytalanságokkal, a kék görbe az erre illeszkedő (feltételezett) spektrum, mely a víz nyomait mutatja.

OGLE-2005-BLG-390Lb (2006)
Az egyik első, gravitációs mikrolencse-hatással felfedezett bolygó, egyben a legtávolabbi is (csillaga körülbelül 21 500 fényévre van a Naptól), és az egyik legkisebb tömegű (5,5 földtömeg, így ez a legkisebb bolygó fősorozati csillagok körül). Pályájának sugara 2,6 CsE.
OGLE-2006–BLG–109
Az OGLE és a MicroFUN programok által, gravitációs mikrolencse-jelenség segítségével talált bolygórendszerben két nagy bolygó kering, egyik a Jupiter, másik a Szaturnusz tömegéhez közeli mérettartományban, pályájuk is hasonló, így ebben az esetben is elképzelhető a Naprendszerünkhöz történő hasonlóság.
HD 69830
Három Neptunusz-méretű bolygó által alkotott rendszer, az első, amelyben nincsen nagy, Jupiter-tömegű bolygó. A három bolygó tömege 10, 12 és 18 földtömeg, és mindhárom a Föld pályájánál közelebb kering a csillaghoz, a legkülső valószínűleg a lakhatósági zónában.
HAT–P–1 b
Az eddigi legnagyobb sugarú és legkisebb sűrűségű exobolygót magyar csillagász, Bakos Gáspár fedezte fel, az általa üzemeltetett HATNet távcsőrendszerrel. A HAT–P–1 b exobolygó a ADS 16402 AB G0 színképtípusú kettőscsillag körül kering. Átmérője a Jupiter átmérőjének 1,36-szorosa, tömege 0,53-szorosa. A felfedezés értékét növeli, hogy a kevesebb, de alaposabb eredményt produkáló fedési módszerrel találták meg.
SWEEPS-10
Az eddig felfedezett legkisebb pályasugarú bolygó, 10 óránként kerüli meg csillagát, pályájának sugara a Föld-Hold távolság háromszorosa. Felszíne a kis távolság miatt nagyon forró, körülbelül 1650 °C-os. Ilyen közel csak viszonylag kis tömegű csillaghoz keringhetnek (viszonylag nagy tömegű) bolygók, különben a csillag gravitációja szétszakítaná őket.
HD 189733 b
A kettőscsillag körül keringő bolygó az egyik első fedési exobolygó. Nem mindennapi tulajdonságait hosszasan lehet sorolni: központi csillaga, a HD 189733 7,6 magnitúdós, azaz kisebb távcsővel is megfigyelhető, a bolygó átvonulásai pedig mintegy 3%-os fényességcsökkenéssel járnak, ami azt jelenti, hogy nagyon tapasztalt vizuális változócsillag-észlelők szabad szemmel is észrevehetik a bolygó átvonulását. Ez volt az egyik első bolygó, amelynek sikerült a színképét rögzíteni (a HD 209458 b-vel egyetemben), valamint sikerült a bolygó vázlatos időjárástérképét is megrajzolni, közvetett észlelési módszerek segítségével. 2007 júliusában vízgőz jelenlétét mutatták ki a bolygó 1300 °C-os légkörében a Spitzer űrtávcső segítségével. 2008 januárjában jelentették be, hogy a bolygó légkörének látható fényét, a sugárzás eltérő polarizációját kihasználva, sikerült elkülöníteni a csillagétól, és ennek elemzése alapján a légkör bizonyos paramétereit meg tudták becsülni. A szokatlanul kis, mindössze 60 cm átmérőjű távcsővel végzett megfigyelés szerint a bolygó felsőlégköre a nagy hőmérséklet miatt erősen felfúvódott, vastagsága eléri a bolygósugár 30%-át.

## 2007-ben felfedezettek
Gliese 581 c
A bolygó a csillag lakhatósági zónáján belül fekszik, azaz folyékony víz lehet felszínén. Később felmerült, hogy a vörös törpecsillaghoz túl közel van a bolygó, emiatt kötött a tengely körüli forgása (egy keringés pontosan egy tengely körüli elfordulás, azaz minden év egy napból áll, hasonlóan, mint ahogyan a Hold kering a Föld körül, mindig ugyanazon oldalát mutatva felé), ez nagyon felmelegíti a bolygó egyik oldalát, esetleg megszaladó üvegházhatást okozva.
Gliese 581 d
A felfedezése idején végzett mérések alapján a bolygó a csillag lakhatósági zónájának legkülsején van, de később (2009-ben) a bolygópálya sugarára kisebb értékek adódtak. Felszínén valószínűleg folyékony víz van, így ez az első óceánbolygó.
HAT–P–2 b
8,17 Jupiter-tömegű bolygó, a HD 147506 csillagot 5,63 nap alatt kerüli meg, ezzel a leghosszabb keringési idejű fedési exobolygók között van. Pályája rendkívül elnyúlt, 5-15 millió km közötti. A rendszerben más bolygók is lehetnek.
XO–3 b
Forró Jupiter, mely csillagát 3 nap alatt járja körbe. A bolygó tömege 12 Jupiter-tömeg. Mérések szerint pályája 75° hajlásszöget zár be csillaga egyenlítői síkjával. Ilyen nagy inklinációjú pálya úgy jöhet létre, ha protoplanetáris korongból létrejött bolygó története folyamán később valamilyen más égitesttel ütközik, és az ütközés elmozdítja addigi pályájáról. Befogott égitest is lehet, mely eredetileg nem abban a bolygórendszerben keletkezett.
TrES–3 b
A Trans-Atlantic Exoplanet Survey (Transzatlanti Exobolygó-felmérés), egy kis távcsövekből álló hálózat (a HATNet is tagja) által azonosított fedési exobolygó, két jupitertömeggel és mindössze 31 órás keringési idővel. Felszíni hőmérséklete mintegy 1500 K. 2009 januárjában az elsők között sikerült a bolygó sugárzását a Földről (azaz nem űrtávcsővel) észlelni.
CoRoT-1 b
A COROT űrtávcső első felfedezése, egy 1500 fényévre lévő csillag körül kering nagyon közel, mindössze másfél nap alatt megtéve egy fordulatot. Tömege a Jupiterének 1,3-szorosa, sugara 1,65-szerese. Felszíni hőmérséklete 1500 K körül van. 2009-ben ez lett az első olyan exobolygó, amelynek visszavert fényének változása alapján sikerült kimutatni a fázisait. Albedója 20% körülinek adódott.
HAT–P–3 b
A HATNet által talált harmadik fedési exobolygó forró jupiter, mely az Ursa Maior egy fiatal, K színképtípusú csillaga körül kering, egy fordulatot 69,6 óra alatt megtéve. Tömege 0,6-szorosa, sugara 0,9-szerese a Jupiterének, azaz sűrűsége az ismert exobolygók között viszonylag nagynak számít.
HAT–P–4 b és HAT–P–5 b
Két újabb forró jupiter, a HAT–P–4 b a BD +36 3593 F színképtípusú csillag körül kering mindössze 3 napos keringési idővel. A HAT–P–5 b egy G színképtípusú csillag körül kering 2,7 napos periódussal, sűrűsége mindössze 660 kg/m³.
HAT–P–6 b
Forró Jupiter, mely a Jupiterével megegyező tömegű, de nagy hőmérséklete miatt, melyet a csillagához közeli keringése (3,8 napos keringési periódus) okoz, sugara a Jupiterének 1,33-szorosa. Egy tőlünk 860 fényévre lévő, 10,6 magnitúdós, F színképtípusú csillag körül kering.

## 2008-ban felfedezettek

### HD 154345 b
A többi, jelenleg ismerthez képest rendkívül hosszú periódussal keringő bolygó, távolsága csillagától 4,19±0,26 CsE, keringési periódusa 9,15±0,26 év, ami nagyságrendileg a Jupiter adataihoz áll közel. Nem kizárt, hogy az a bolygórendszer, melyben kering, Naprendszerünkhöz hasonló.

### HAT–P–7 b

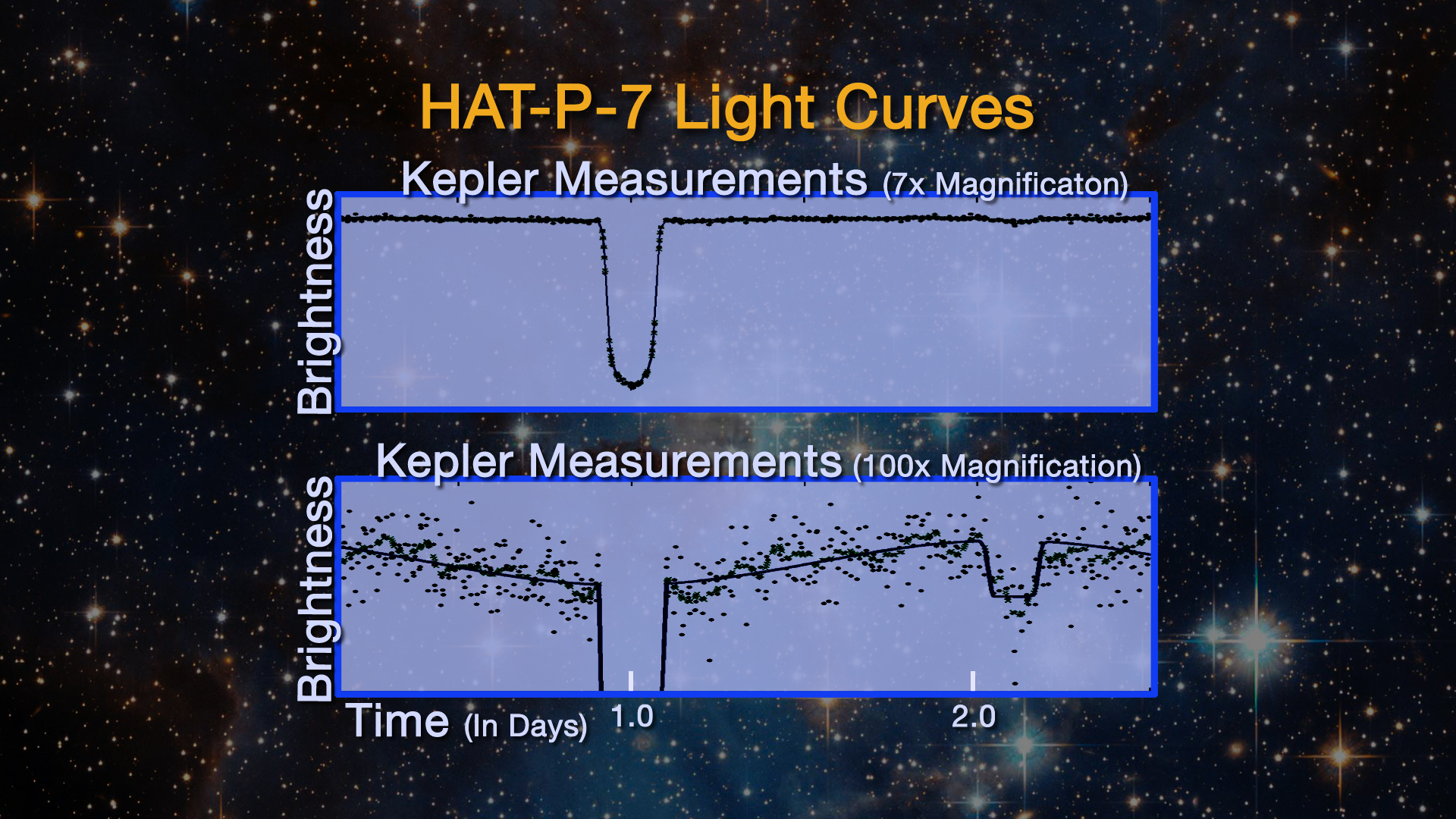
A HAT–P–7 bolygójának elsődleges és másodlagos fedéséből, valamint fázisának változásából eredő fényességváltozások diagramja

Nagyon forró jupiter, felszínén a hőmérséklet meghaladja a 2500 kelvint. F6 színképtípusú csillag körül kering, nagyon kis, 0,038 CsE sugarú pályán. A bolygó tömege 1,78-szorosa, sugara 1,36-szorosa a Jupiterének. A csillag a Kepler űrtávcső által vizsgált égterületen van.

### MOA-2007-BLG-192L b
Gravitációs mikrolencse-hatás segítségével felfedezett bolygó, mely egy, a Naprendszerünktől megközelítőleg 3000 fényév távolságra található alacsony tömegű csillag – esetleg barna törpe – körül kering. A bolygó az előzetes mérések alapján a Föld tömegének mindössze háromszorosa, a csillagtól a Vénusznak megfelelő távolságra kering. Az eredetileg 3,3 földtömegűnek feltételezett bolygó tömegét a megfigyelésekre vonatkozó pontosított modellek miatt lejjebb szállították. A vörös törpe körül megközelítőleg a Nap-Vénusz távolságban keringő bolygó szerencsés esetben a lakható övezetbe esik.

### HD 40307 b,HD 40307 c,HD 40307 d
A HD 40307 csillag körül, az ESO La Silla Obszervatóriumának 3,6 méteres távcsövére szerelt HARPS spektrográffal, radiális sebesség-módszerrel felfedezett szuperföldek, tömegük rendre 4,2, 6,7, és 9,4 földtömeg, periódusuk 4,3, 9,6, és 20,4 nap. A kutatók bejelentése szerint 45, 30 földtömegnél könnyebb újabb exobolygó-jelöltjük van megfigyelés alatt.

### CoRoT-4 b
Naphoz hasonló csillag körül keringő bolygó. Jelenleg a leghosszabb periódussal (9,2 nap). Tengelyforgása kötött, azaz keringési és forgási periódusa megegyezik, mindig ugyanazt a felét mutatja a csillag felé.

### 1RXS J160929.1–210524 b
A Gemini North Observatory által a közeli infravörös tartományban, fényképezéssel fölfedezett, 8 Jupiter tömegű bolygó, mely fiatal, 5 millió éves, 500 fényévre lévő, Nap típusú, K7 színképtípusú csillagától meglehetősen távol, 330 CsE távolságra kering, az ilyen nagy távolság protoplanetáris korongból történő kialakulással viszonylag nehezen magyarázható, elképzelhető, hogy a bolygó a csillagokhoz hasonlóan, összehúzódással alakult ki. Felszíni hőmérséklete 1800 K. A felfedezés megerősítésére még várni kell, ilyen hosszú periódusú keringésnél ugyanis évekbe telik, amíg az égitest pályája pontosan számítható, és a keringés ténye (azaz, hogy nem egy távoli háttérobjektumról van szó) megerősíthető. A csillagászok szándékosan ilyen, viszonylag fiatal csillagok csoportosulásában kerestek exobolygókat (85 csillagot fényképeztek le), a fiatal csillagok bolygói ugyanis még nagyon forrók, és erősebben sugároznak.

### WASP–12 b
Új forró jupiter-rekorder: az eddig felfedezett legmelegebb exobolygó (2200 Celsius-fokos felszíni hőmérséklete magasabb néhány csillagénál), mely csillagához a legközelebb kering (0,02 CsE), naponta megkerülve azt. Tömege másfél jupitertömeg.

### Fomalhaut b

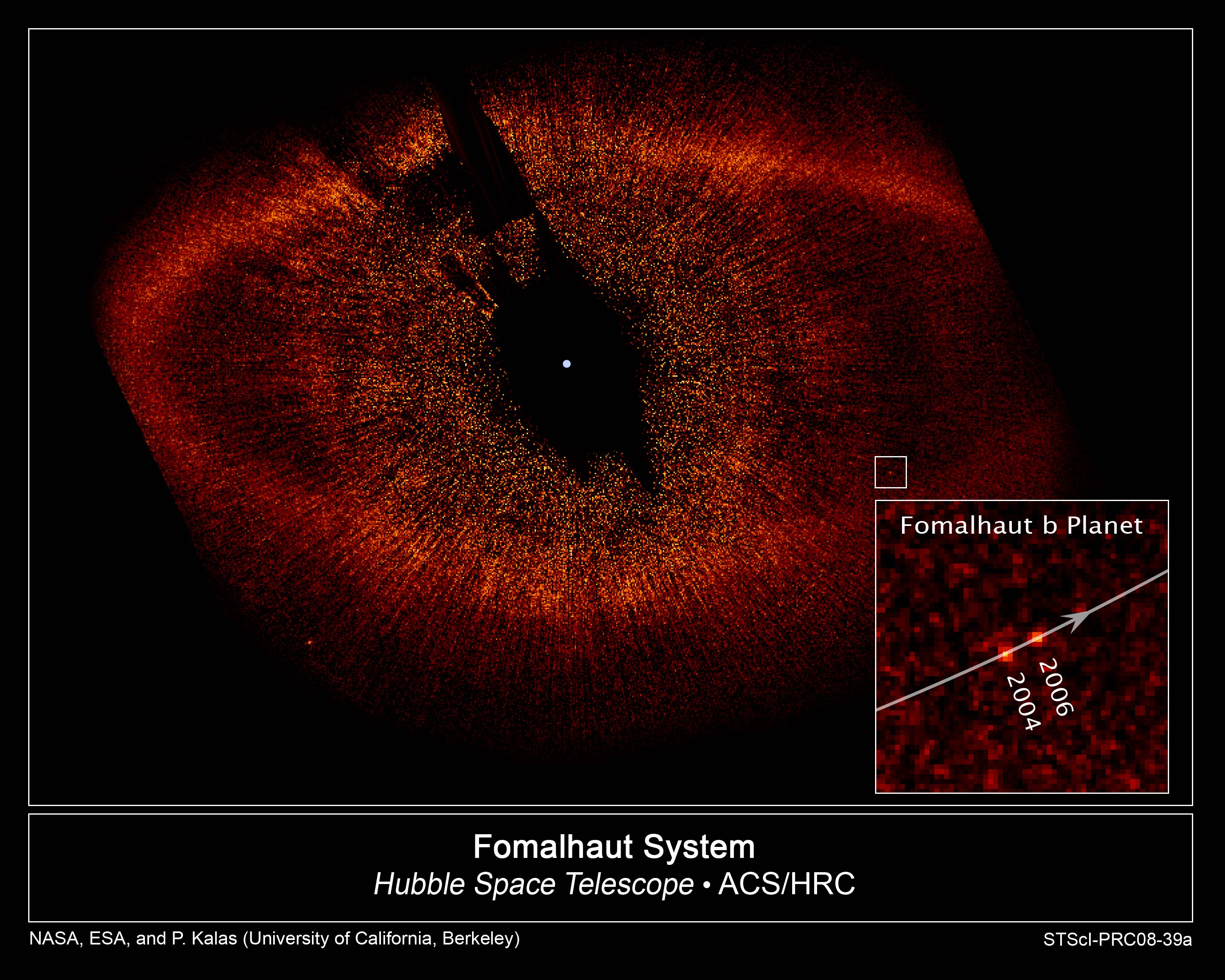
A Fomalhaut körüli törmelékkorong, benne a Fomalhaut b bolygóval, valamint a bolygó két év alatti elmozdulása

Az egyik első olyan rendszer, ahol nemcsak sikerült lefényképezni a bolygót, hanem kimutatták csillag körüli keringését is. Felfedezését együtt jelentették be a HR 8799 rendszerével. A 25 fényévre lévő α Piscis Austrini körül először az IRAS infravörös csillagászati műhold fedezett fel porkorongot, ezt később a Hubble űrtávcső is megörökítette, és a porkorong egyenetlen eloszlásából következtettek bolygók meglétére. A porkorongon belüli egyik folt az egymást két évvel követő felvételeken elmozdult, az elmozdulás mért mértéke megegyezik a bolygó tömegéből számíthatóval. A bolygó keringési periódusa 872 év, csillagtól való távolsága 119 CsE, becsült tömege 0,3-2 jupitertömeg között van. A két észlelés között fél magnitúdót halványodott

### HR 8799
A Keck és a Gemini távcsövek közeli infravörös felvételein a 140 fényévre lévő, másfél naptömegű A színképtípusú csillag körül három bolygót és elmozdulásukat örökítették meg. A bolygók távolsága csillaguktól 24, 37, és 67 CsE, tömegük rendre 10, 10 és 7 jupitertömeg. A legkülső bolygó egy törmelékkorong belső peremén kering. A felfedezést a Fomalhaut b felfedezésével együtt jelentették be.

### β Pictoris b

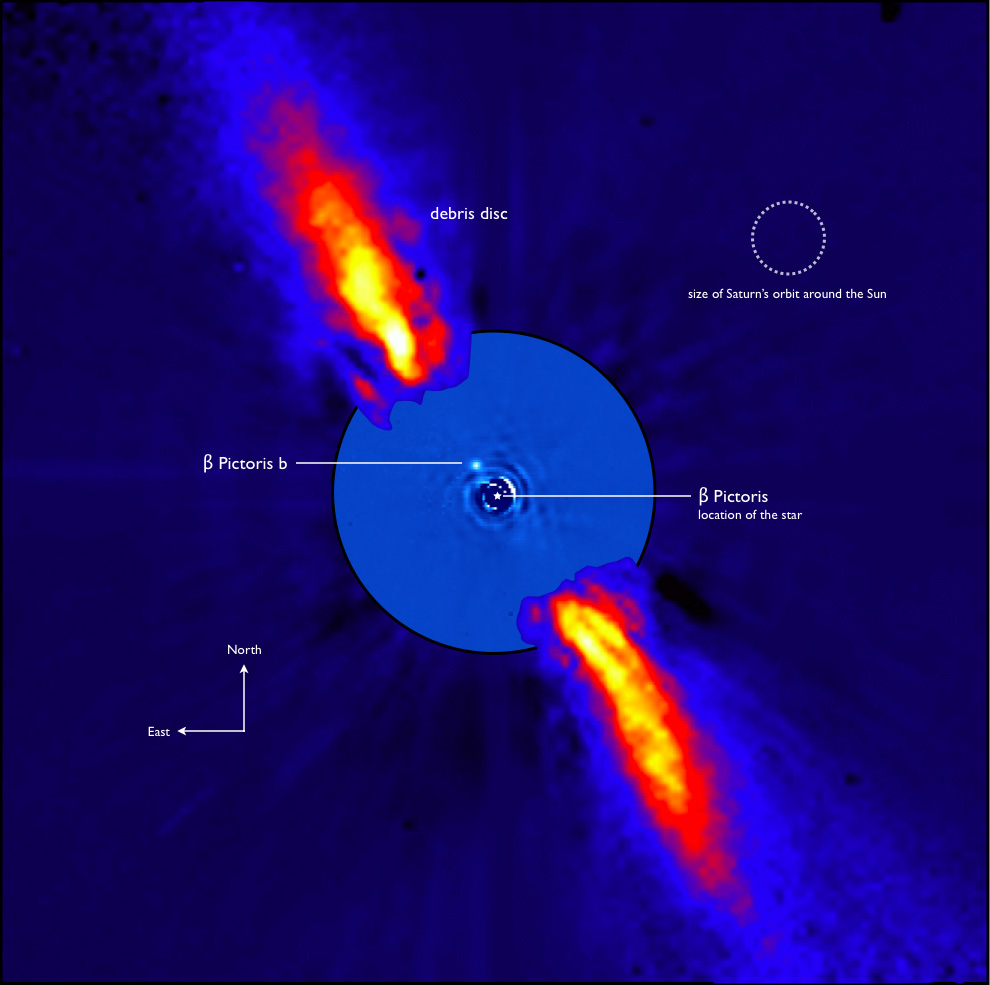
A β Pictoris b és a β Pictoris körüli porkorong

A β Pictoris csillag körül felfedezett, feltételezett exobolygó. A 2008 novemberében bejelentett felfedezés szerint a csillagtól 12 Csillagászati Egységre bolygójelöltet találtak, melynek tömege 8 jupitertömeg, és amelynek elhelyezkedése jól összecseng a csillag körül korábban felfedezett porkorongban talált anomáliákkal. A bolygót a 2003-ban készített felvételek számítógépes feldolgozásával találták. Feltételezett 16 éves keringési periódusa miatt 2008-ban észlelhetetlen, mert csillagához túl közel van.

### HAT–P–8 b
1,5 jupiter-tömegű és 1,5 jupiter-sugarú forró jupiter, mely 750 fényévre lévő, 3 milliárd évesre becsült, 6200 K hőmérsékletű és 1,3 naptömegű csillagát 3,07 naponta járja körbe (távolsága 0,049 CsE). A bolygó számított sűrűsége 0,57 g/cm³. Ezen az égterületen a 28 exobolygó-gyanúsnak talált égitestből egy ez az egy igazolhatóan exobolygó.

## 2009-ben felfedezettek

### HAT–P–11 b
A Neptunusznál kicsit nagyobb tömegű (25 földtömeg) és sugarú (4,7 földsugár) fedési exobolygó főleg nehezebb anyagokból, fémből, kőzetből és jégből állhat, a felszínén lévő gázréteg viszonylag kisebb lehet. Az egyik legnehezebb fedési exobolygó-felfedezés, a Napunktól 120 fényévre lévő központi csillag (mely ráadásul változócsillag) fényességcsökkenése a központi csillag területének 0,4%-ára kiterjedő fedés alatt mindössze 4,2 millimagnitúdó. A bolygópálya viszonylag excentrikus, e=0,2, a keringés periódusa 4,88 nap. A radiálissebesség-mérések egy második bolygót is valószínűsítenek a rendszerben. A központi csillag a Hattyú csillagképben található, a Kepler űrtávcső által megfigyelt égterületen, így a rendszerről a jövőben sokkal több adat lesz elérhető.

### CoRoT-7 b, COROT–Exo–7b
Az eddig felfedezett legkisebb exobolygó, sugara a Földének kevesebb mint kétszerese, tömege 5-10 földtömeg. Csillagához igen közel, 0,017 CsE távolságra kering, 20 óránként megtéve egy fordulatot. Valószínűleg kőzetbolygó, esetleg óceánbolygó, felszíni hőmérséklete 1000-1500 °C. A COROT műhold fedezte fel, fedési módszerrel.

### Gliese 581 e
A Gliese 581 vörös törpe körül az ESO HARPS spektrográfjával, radiálissebesség-módszerrel felfedezett negyedik bolygó. A 3,15 nap periódusú pályán keringő bolygó tömege az eddigi legkisebb, mindössze 1,9 földtömeg, ezzel a bolygó radiális sebességét mindössze 2 m/s-mal változtatja meg.

### HAT–P–12 b
A Szaturnusznál könnyebb bolygó, mely a Canes Venaticiben, a Földtől 465 fényévre lévő csillagát 3,21 naponta járja körbe. A felfedezés érdekessége, hogy a HATNet csapatától függetlenül egy portugál amatőrcsillagász is felfedezte, így ez az első exobolygó, amit amatőrcsillagász fedezett fel.

### VL–10 b
A 20 fényévre lévő VL 10 M színképtípusú vörös törpe körül keringő, 6 Jupiter-tömegű bolygó. A Hale-teleszkópra szerelt 16 megapixeles STEPS (Stellar Planet Survey) CCD-vel fedezték fel. Az első asztrometriai módszerrel felfedezett exobolygó, emellett, mivel a VL 10 sokáig az ismert legkisebb tömegű csillag volt, felfedezésekor a legkisebb tömegű csillag körül keringő bolygó. A rendszer érdekessége, hogy a központi csillag élete elég hosszú ahhoz, hogy a körülötte keringő bolygó, mozgási energiájából folyamatosan veszítve, összeolvadjon vele, így az üzemanyaggal töltse fel, meghosszabbítva élettartamát.

### HAT–P–13 b,c
A két bolygó a GSC 3416-00543 nevű, 10,62 magnitúdós G4 színképtípusú csillag körül kering. A HAT–P–13 b-t a HATNet fedezte fel fedési módszerrel, a c létét a felfedezést radiálissebesség-módszerrel ellenőrző Keck I távcsőre szerelt HIRES spektrométer adatainak elemzésével mutatták ki. A b a központi csillagot közel körpályán, 2,92 naponta megkerülő forró jupiter, 0,85 Jupitertömeggel és 1,28 Jupitersugárral. A külső, nagyon elnyúlt pályán (e=0,691) keringő bolygó keringési periódusa 428,5 nap, tömegparamétere a Jupiter 15,2-szerese (mivel nem biztos, hogy a Napunk a pályasíkjában fekszik, tömege lehet nagyobb is a rálátás szöge alapján).

### WASP–17 b
Az első olyan exobolygó, mely csillagának forgási irányával ellentétesen kering. Fedési exobolygó, csillagának forgásához képesti keringési irányára a csillag színképének átvonuláskori változásából következtettek, ekkor ugyanis a féloldalasan eltakart csillagperem távolodása a Doppler-effektussal mérhető. A Scorpiusban, 1000 fényévre lévő, F6 színképtípusú csillag körül kering, mérete a Jupiterének kétszerese, tömege a fele. Alakja a túl közeli napjának következtében a sarkoknál erősen „belapult”.

### WASP–18 b
Csillagához igen közel keringő, 10 Jupiter tömegű bolygó, keringési periódusa kevesebb, mint egy nap. 1 millió éven belül szükségszerűen annyira megközelíti csillagát, hogy az árapály-erők hatására szétesik. A végzetéhez ennyire közel lévő bolygók felfedezésének aránya olyan kicsi, hogy felmerült, hogy a bolygórendszerek viselkedésére vonatkozó jelenlegi elméletek tévesek, és a rendszer hosszabb ideig stabil.

## 2014-ben felfedezettek

### GU Psc b
Egy 155 fényév távolságban levő bolygó a Halak csillagképben.

### Kapteyn bésKapteyn c
A bolygók a Jacobus Kapteynről elnevezett csillag körül keringenek.

### Kepler-10c
A bolygó az 560 fényév távolságban levő Kepler-10 nevű csillag körül kering.